# Ilder
Ilderen (Mustela putorius), også kendt som almindelige stangkat, sort eller skovpælekat, europæisk ilder, eller vilde ilder, er et dyr i mårfamilien inden for rovdyrene. Den er vurderet som næsten truet på den danske rødliste 2019.
Fritten (eller "tamilderen") har været domesticeret i mindst 2.500 år og nyder stor popularitet som kæledyr i Danmark.
Som kæledyr kræver den et stort bur, mulighed for at løbe frit i huset og en del kontakt til sin ejer.
Fritten (Mustela putorius furo) er en underart af den vilde ilder.
Kroppen er 31-45 centimeter lang, hvortil skal lægges hale, der måler 12-19 centimeter. Den vejer ½-1½ kilo. Hannen er 50 % større end hunnen.
Ilderen jager mus, rotter og padder, men tager også større bytte som harekillinger og kaniner. Den går også tit på jagt i hønsehuse og dueslag.
Ilderen foretrækker lave, fugtige områder og kan træffes i både skov- og landbrugsområder.
Medmindre man holder høns eller andre fugle, er det sjældent, at mennesker generes af ildere. Hvis man holder fugle, kan ilderen forvolde stor skade, idet den har et stærkt jagtinstinkt og gerne samler forråd og derfor ikke nøjes med at tage et enkelt byttedyr.
Ilderen får 1-14 unger i marts-april.
I Danmark findes ilderen i alle landsdele bortset fra Lolland-Falster og Bornholm. De nuværende bestande på Sjælland og Fyn stammer sandsynligvis fra dyr undsluppet fra ilderfarme omkring 1930.